# Мишки
«Мишки» — межрегиональная детско-молодёжная общественная организация содействия всестороннему развитию личности, патриотическому и нравственному воспитанию детей и молодёжи. Существовала в 2007—2010 годах. Создана при участии «РосМолодёжи» и движения «Наши» в рамках федерального проекта «Технология Добра».
Бессменным лидером движения «Мишки» являлась комиссар движения «Наши» Юлия Зимова, хотя в декабре 2007 года ряд активистов просил действовавшего президента Владимира Путина возглавить движение.

## Деятельность проекта
Проект был создан в сентябре 2007 года как альтернатива пионерской организации в современной России. Отделения организации «Мишки» располагались в городах: Москва, Самара, Тольятти, Санкт-Петербург, Орёл, Топки, Курган, Ульяновск, Тула, Белгород, Владимир, Калининград, Смоленск, Нижний Новгород. От пионерского движения «Мишки» отличались тем, что не имели государственного статуса: у отделений не было помещений, их деятельность не финансировалась местными властями, а работа с детьми проводилась исключительно на добровольных началах.
Движение «Наши» привлекало детей из «Мишек» в возрасте от 8 до 15 лет к участию в митингах, что вызвало возмущение в оппозиции. В 2008 году движение подало в суд на радио «Свобода», которое обвинило «Мишек» в том, что во время одной из акций на Болотной площади в Москве активисты якобы предлагали прохожим по 10 рублей, но проиграло дело.
Движение было расформировано в 2010 году после того, как «РосМолодёжь» прекратило финансирование проекта. Некоторые руководители региональных отделений «Мишек» ушли работать в проект по реформированию ЖКХ «ВСЕ ДОМА».
Зимова ограничилась новым своим проектом «ВАНЕЧКА» по юридической поддержке приёмных семей для детей.[значимость факта?] В 2014 году указом Президентом РФ она была назначена членом Общественной палаты Российской Федерации..

## Галерея

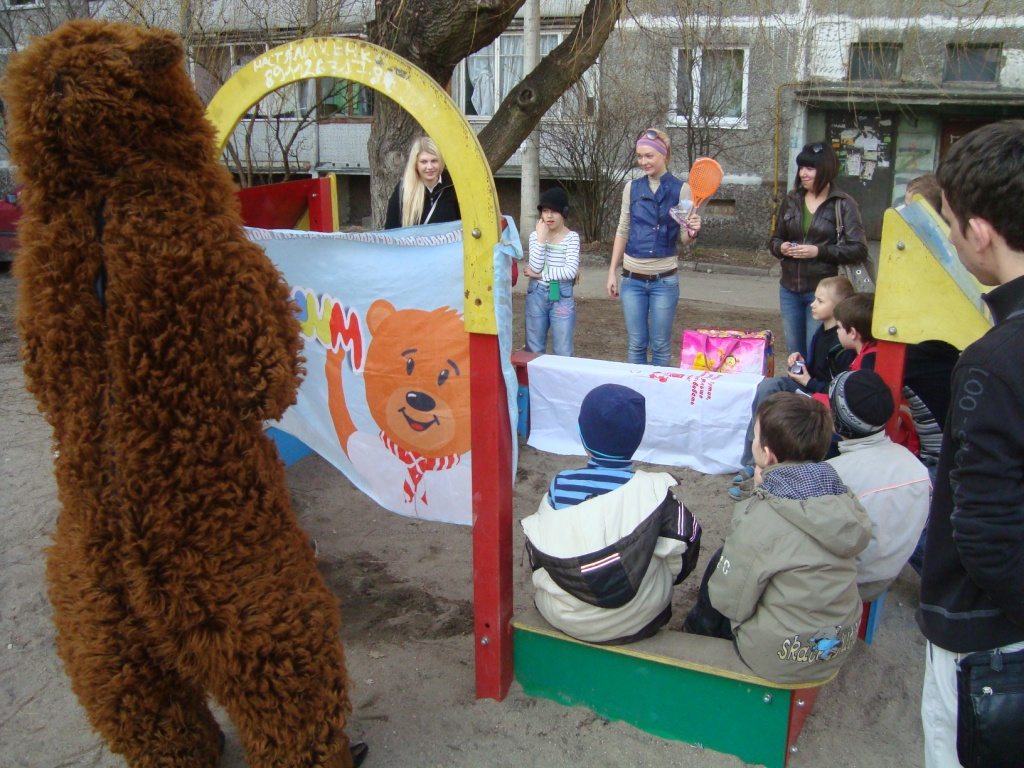
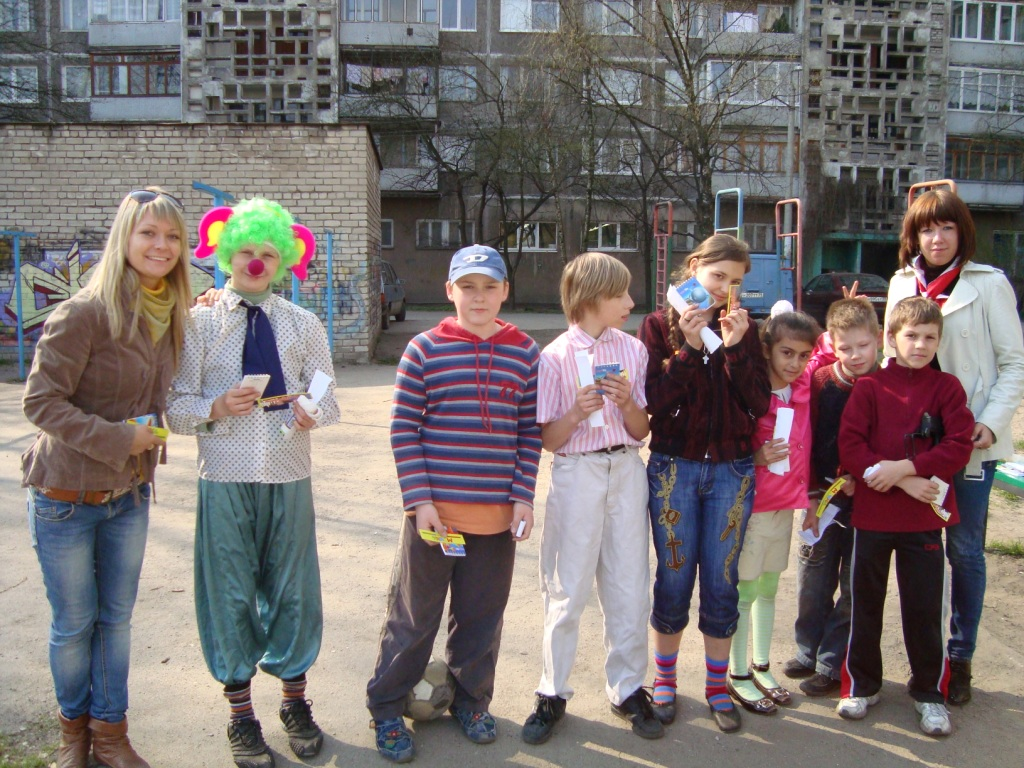
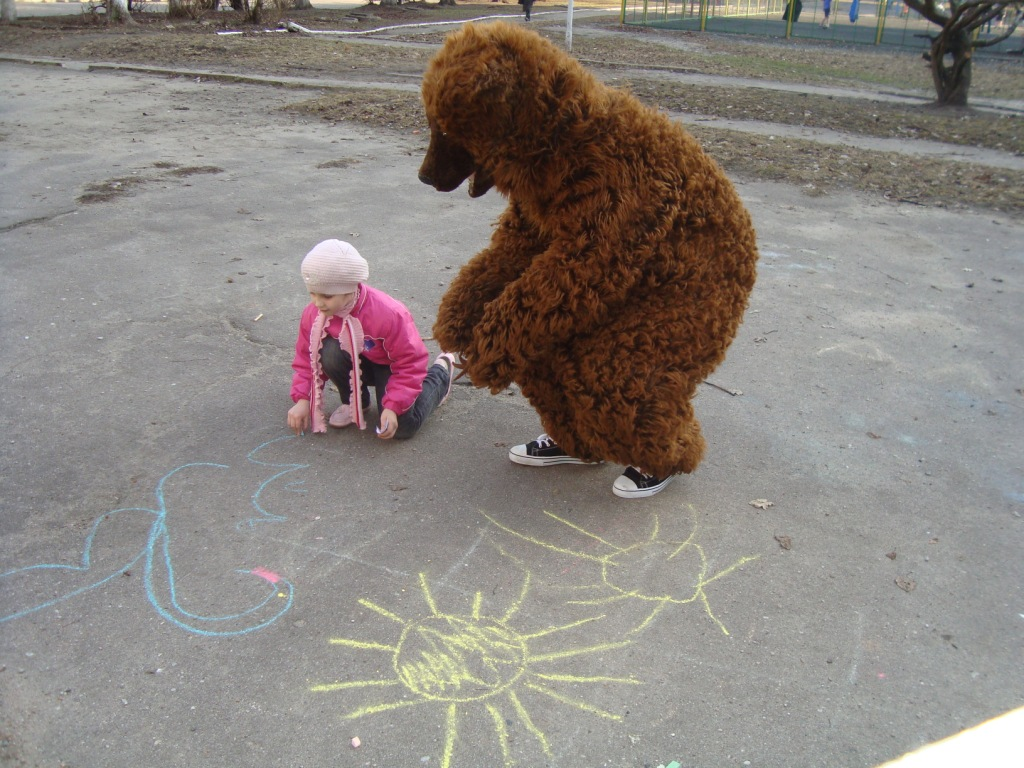
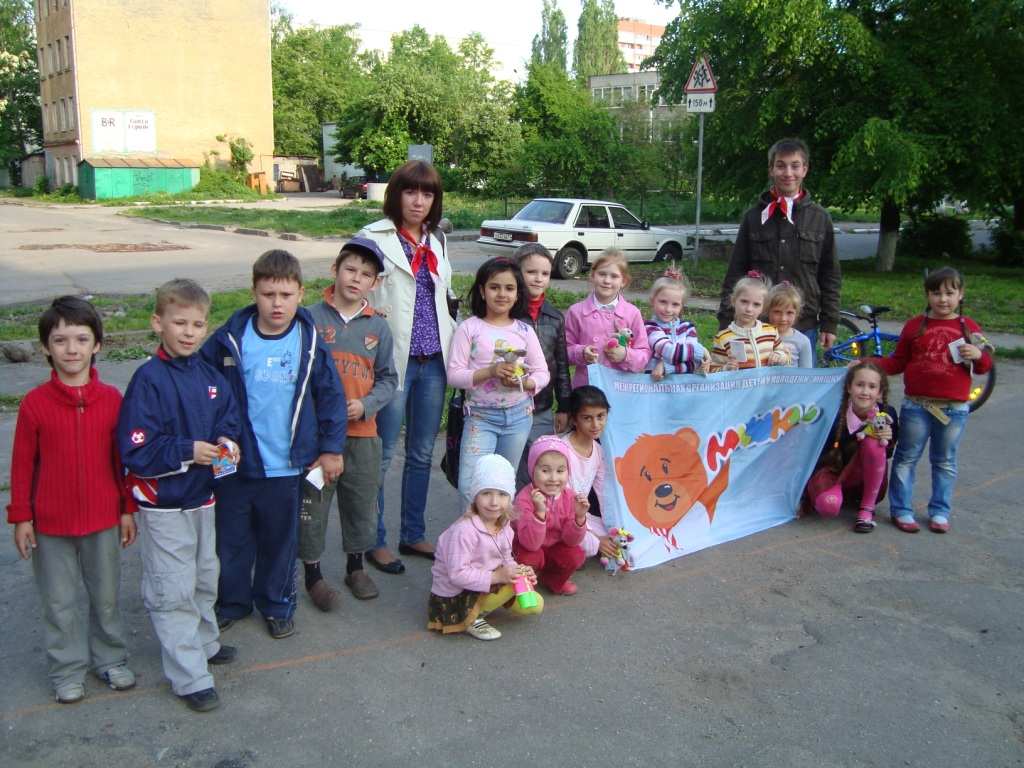
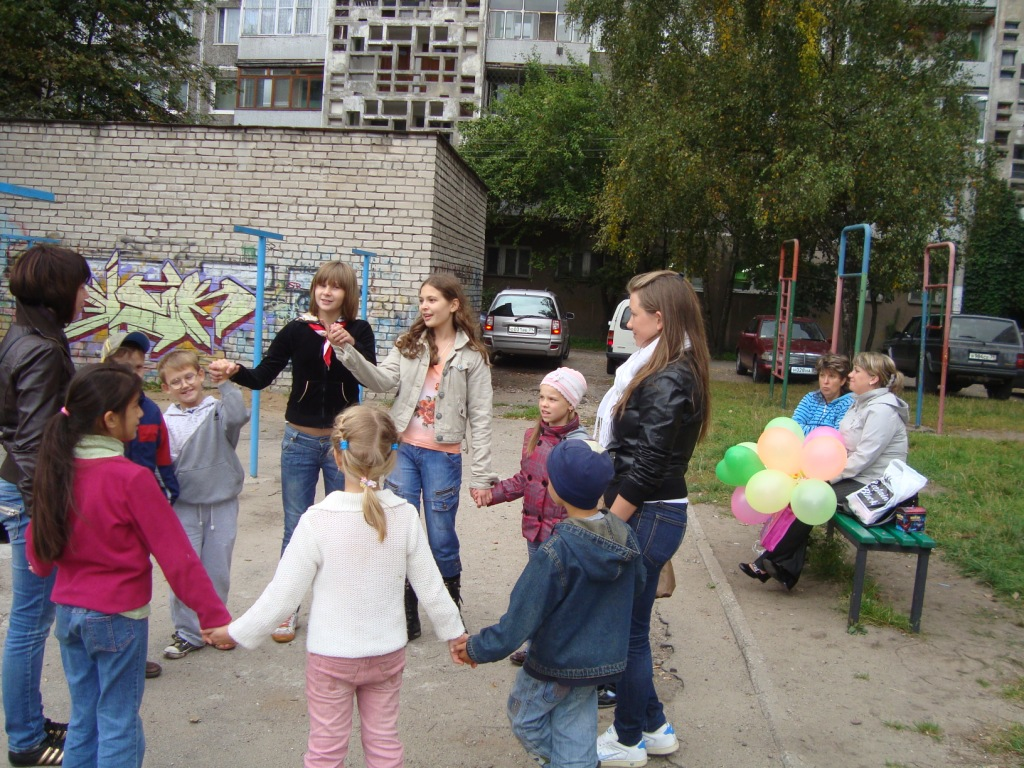
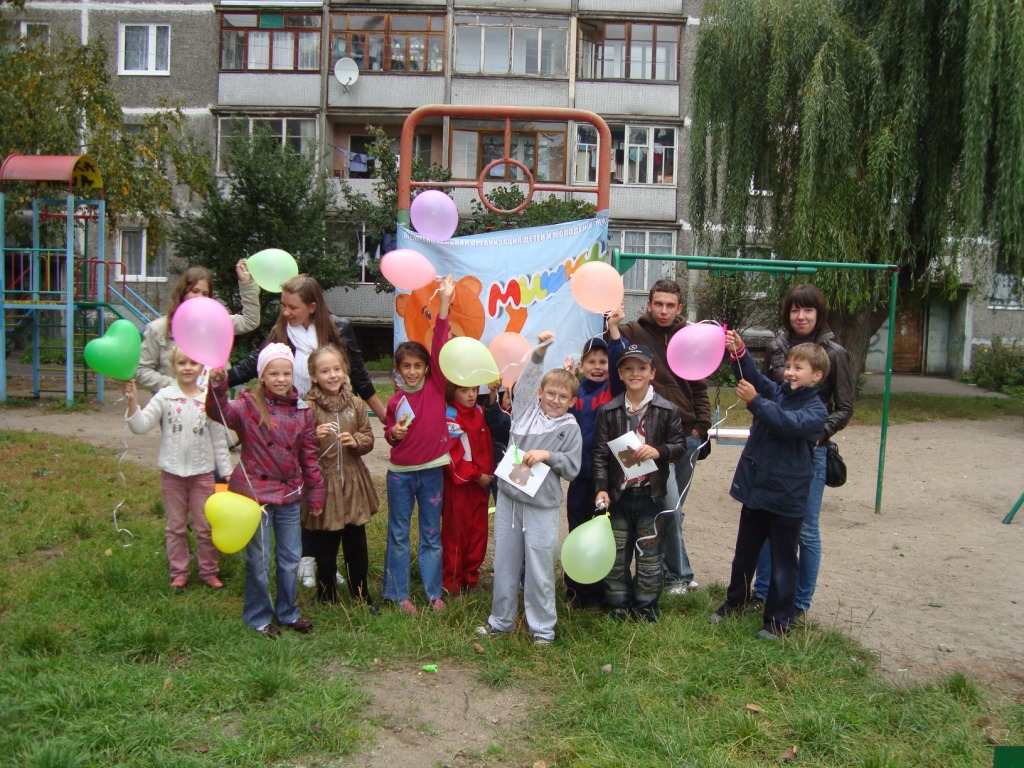
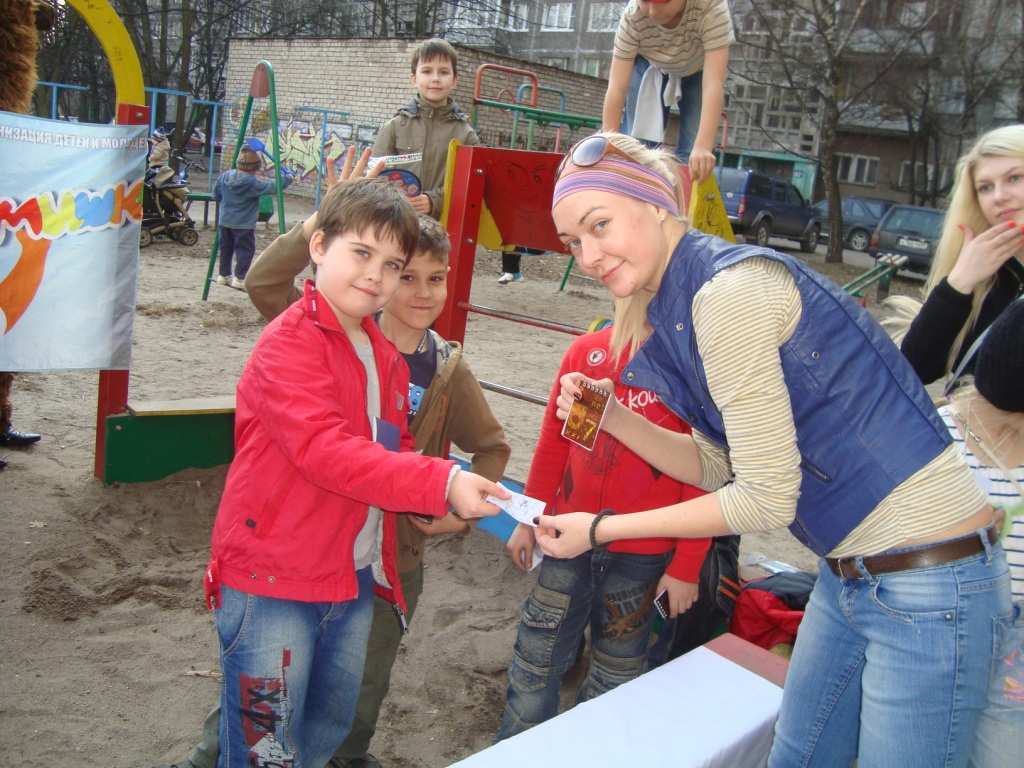